# Herman Muntinghe (bestuursambtenaar)
Herman Warner Muntinghe (Amsterdam, 24 april 1773 – Pekalongan, 24 november 1827) was een Nederlandse rechter en bestuursambtenaar in Nederlands-Indië.

## Muntinghes afkomst en jeugd
Muntinghe werd in 1773 in Amsterdam geboren als zoon van de advocaat Scato Muntinghe en zijn vrouw Anna Elisabeth de Maffé. Van vaderskant stamde hij uit een regentenfamilie, die al sinds de zeventiende eeuw belangrijke posten had bekleed in stad en provincie Groningen. Het optreden van zijn grootvader Warner Muntinghe tegen een oranjegezinde menigte in 1748 was de familie echter duur komen te staan. Zijn grootvader en diens broer kwamen daarna aanvankelijk alleen nog voor minder belangrijke ambten in aanmerking. Scato Muntinghes loopbaan stond in het teken van het herstel van de familie in zijn oude positie. Na veel omwegen - onder meer via de functie van schepen en burgemeester in het stadje Rhenen -  lukte dat uiteindelijk in 1780, toen hij in Groningen kon toetreden als rechter (hoofdman) in het provinciale hof van justitie. Scato Muntinghe trouwde met de op Curacao geboren dochter (en enig kind) van de rijke koopman van Hugenootse afkomst Pierre de Maffé, wiens fortuin voor een belangrijk deel op slavenarbeid in West-Indië was gebaseerd. In 1787 separeerde het echtpaar Muntinghe-De Maffé. Jarenlange problemen over deze scheiding volgden, waarbij Anna Elisabeth zelfs twee jaar werd opgesloten in het Amsterdamse Verbeterhuis. De Muntinghes bewoonden in Groningen de oostelijke helft van het stadspaleis dat aan de Ossenmarkt door de voormalige VOC-directeur van Bengalen Jan Albert Sichterman was gebouwd. In 1787 kocht Muntinghe de buitenplaats De Braak in Paterswolde.

## Loopbaan
Muntinghe studeerde rechten en promoveerde in 1796 summa cum laude te Groningen. Daarna verbleef hij geruime tijd in Engeland. Hij was van oktober 1800 tot de zomer van 1801 korte tijd rechter in Bedum. In 1801 werd hij benoemd tot fiscaal van de Aziatische Raad in Amsterdam, de opvolgorganisatie van de VOC. Als fiscaal was hij de hoogste juridische vertegenwoordiger van deze organisatie en procureur-generaal van de Aziatische bezittingen. In 1804 werd hij benoemd tot procureur-generaal in Suriname, maar kort voor zijn vertrek naar die kolonie, werd Suriname veroverd door de Engelsen. 

## Java
In 1806 werd hij door de raadpensionaris Rutger Jan Schimmelpenninck opnieuw benoemd tot procureur-generaal, maar nu in Bataafs Indië. Doordat tijdens zijn reis naar Java Schimmelpenninck moest plaatsmaken voor het Koninkrijk Holland onder Lodewijk Napoleon, werden alle benoemingen van hoge ambtenaren ongedaan gemaakt. Muntinghe bleef echter in Indië en werd eerst tweede secretaris van gouverneur-generaal Albertus Henricus Wiese, en toen die begin 1808 was vervangen door Herman Willem Daendels, nam Muntinghes loopbaan een snelle vlucht, van secretaris van Daendels werd hij vervolgens secretaris-generaal en in 1809  president van de Hoge Raad van Justitie te Batavia. In Indië trof Muntinghe talloze stad- en streekgenoten uit Groningen aan, die tijdens en na het gouverneur-generaalschap van de Groninger Willem Arnold Alting naar de kolonie waren gekomen. Hij werd de belangrijkste adviseur van Daendels, diens opvolger generaal Janssens in 1811 en daarna ook van Sir Thomas Stamford Raffles, de man die als luitenant-gouverneur de hoogste gezagsdrager was in het door de Britten veroverde Java. Ook onder Raffles fungeerde Muntinghe behalve als belangrijkste Nederlands lid van diens council ook als hoogste rechter in de kolonie. 
Toen Java na de nederlaag van  Napoleon aan het nieuwe Koninkrijk der Nederlanden zou worden overgedragen, was Muntinghe aanvankelijk door koning  Willem I benoemd tot een van de drie commissarissen-generaal die orde op zaken moesten stellen; de andere twee waren Cornelis Theodorus Elout en Godert van der Capellen. Op aandringen van Elout, die Muntinghe te Britsgezind vond, werd Muntinghe echter vervangen door Buyskes. 

## Palembang
In 1818 en 1819 was Muntinghe commissaris in Palembang en Bangka (op Sumatra) waar hij een nieuwe bestuurlijke organisatie op poten zetten en de Britse interventie in dit sultanaat vanuit Bengkulu (Benkoelen) wist te stoppen in twee militaire expedities naar het binnenland. In dit conflict stond hij tegenover Raffles, die in Bengkulu tot Brits luitenant-gouverneur was benoemd. Uiteindelijk brak in Palembang een grote opstand uit en moest Muntinghe en zijn gevolg halsoverkop vluchten. Een grote expeditie in oktober 1819 onder leiding van de schout-bij-nacht Constantijn Johan Wolterbeek en Muntinghe om de charismatische sultan Mahmud Badaruddin II te verslaan mislukte eveneens.  Muntinghe werd in 1820 benoemd in de Raad van Indië, in welke hoedanigheid hij belangrijke adviezen schreef over Borneo en Sumatra, handel en economie, over zeeroof en agrarische politiek.

## Nederland
In 1823 keerde hij naar Nederland terug. Muntinghes plan om een nieuwe handelsorganisatie op te richten werd na gesprekken met de koning door Willem I overgenomen. Bij de oprichting van de Nederlandsche Handel-Maatschappij (NHM) in 1824 speelde Muntinghe een hoofdrol, maar nadat hij kritiek had geuit op de koning werd hij op een zijspoor gezet.  

## De laatste jaren
Muntinghe keerde terug naar Indië, was daar korte tijd opnieuw lid van de Raad van Indië. In het begin van de Java-oorlog speelde hij nog een rol, toen op zijn initiatief de oude sultan Hamengkubuwana II in Yogyakarta op de troon werd geholpen, in een poging om de opstand van prins Dipanagara te dempen. Om gezondheidsredenen trad hij af als Raad van Indië in maart 1827. Zijn invloed was toen inmiddels sterk afgenomen. Hij overleed op 54-jarige leeftijd in Pekalongan. De aanzwellende kritiek op het Cultuurstelsel na 1850 zorgde echter voor een 'herontdekking' van zijn geschriften, onder andere door Thorbecke.

## Opvattingen
In zijn bekende nota van 1817 keerde Muntinghe zich in Indië tegen herendiensten en dwangarbeid en had hij oog voor het welzijn van de Javaanse bevolking. Tegelijkertijd echter was hij van mening dat het belang van het moederland altijd voorop moest staan. Onder Raffles kocht hij twee omvangrijke landgoederen aan de noordkust van Java: Indramayu en Kandanghaur, waar hij eind 1816 vergeefs trachtte een bloedbad te voorkomen toen het gouvernement militair wilde ingrijpen in een vreedzame betoging van boeren. Onder meer onder invloed van deze gebeurtenis keerde hij zich daarna tegen het Europees landbezit op Java. Europese grondbezitters die met Javaanse arbeid agrarische ondernemingen wilde starten zag hij als parasieten. Deze visie had grote invloed onder gouverneur-generaal Van der Capellen. De opvattingen van Muntinghe evolueerde in deze periode van het voorop stellen van het belang van het moederland naar het idee dat een evenwicht tussen de belangen van moederland en kolonie zou moeten worden gevonden. Tegenover slavernij nam Muntinghe een ambivalente houding aan. Hij was voor de afschaffing van de slavenhandel, en ook voor afschaffing van de slavernij zelf op termijn, maar hij sloot zich niet aan bij de tijdens het Britse tussenbewind opgerichte abolitionistische Java Benevolent Society. Zelf kocht hij al in 1807 op Java zeven tot slaaf gemaakten van het eiland Flores en hij leefde lange tijd samen met drie slaafgemaakte vrouwen. 

## Persoonlijk leven
Muntinghe huwde in december 1809 in Batavia met Wilhelmina Adriana Senn van Basel en verbond zich daarmee met een van de belangrijkste Indische families op Java, de Groninger Nicolaus Engelhard werd daardoor zijn oom, Jean Chrétien Baud zijn zwager. Dit was een conservatief milieu, dat zich tegen de door Muntinghe bepleitte hervormingen keerde. Al binnen een jaar besloten Muntinghe en zijn echtgenote te separeren, waarmee hij zich de vijandschap van zijn voormalige familienetwerk op de hals haalde. Zijn excentrieke levenswijze - waarbij hij vaak 's nachts werkte in plaats van overdag, maar ook zijn grote welsprekendheid en zijn wisselvallige temperament - baarde op Java veel opzien.